# Xiroke (Nijniohirski)
|  | Per a altres significats, vegeu «Xiroke». |

Xiroke (en (ucraïnès): Широке, en rus: Широкое, Xirókoie) és un poble de la República Autònoma de Crimea a Ucraïna, que el 2014 tenia 130 habitants. Pertany al districte de Nijniohirski.